# Mitarenje
Mitarenjem (lat. mutare: mijenjati, zamijeniti) se naziva odbacivanje starog i rast novog perja kod ptica.
Mitarenje je specifična pojava kod ptica. Postoje razni oblici, no općenito je, da se perje potroši, odnosno s vremenom ošteti i povremeno treba biti obnovljeno. Većina ptica može letjeti i za vrijeme mitarenja. Zamjena perja se odvija postupno, a kod nekih vrsta čak određenim sustavom, kako bi ptica i dalje mogla letjeti. Vrlo rijetke vrste u razdoblju mitarenja ne mogu letjeti. U tom razdoblju se uglavnom drže skriveno, a tada ih se, povremeno, naziva "trkačima".
Prema vrstama, postoje sljedeći oblici:
- Neprekidno mitarenje: Neprekidno mitarenje tijekom cijele godine, kad se perje stalno, polagano, mijenja; (primjer: papige).
- Potpuno mitarenje: Odvija se jednom godišnje, kad se mijenja sve perje; (primjer: pingvinke, domaća kokoš).
- Djelomično mitarenje: Tako se naziva pojava mitarenja nekoliko puta godišnje. Dva put godišnje se kod velikog broja vrsta mijenja perje, zimsko i ljetno, ali ima i češćeg mijenjanja perja.

Druge podjele su ovisne o vrstama kao i o posebnim situacijama. Tako postoje:
- Zamjena perja mlade ptice perjem odrasle, koje može biti druge boje, druge kvalitete.
- Zamjena perja zbog parenja, zbog ležanja na jajima kao i radi drugih prilagodbi životnim uvjetima.

Mitarenje je u pravilu ogromno opterećenje. Neke su ptice u tom razdoblju vrlo razdražljive. Vrijeme udvaranja, parenja i ležanja na jajima je najčešće odvojeno od razdoblja mitarenja, jer i to je vrijeme za ptice vrlo opterećujuće i stresno.
U vrijeme mitarenja se ptice posebno rado kupaju, bilo u vodi ili u pijesku, kako bi bolje odstranile ostatke perja.